# うしろ姿 (矢吹健の曲)
「うしろ姿」（うしろすがた）は、1969年（昭和44年）5月に矢吹健がリリースした4枚目のシングル、ならびに同シングルのA面楽曲のタイトルである。

## 概要
本シングルは、1969年5月、ユニオンレコード（テイチク、現在のテイチクエンタテインメントの当時のサブレーベル）が矢吹健の4枚目のシングルとしてリリースした、オリジナル楽曲によるシングルレコードである。作詞は山口洋子、作曲・編曲は藤本卓也が手がけた。B面は「愛子のブルース」（あいこのブルース）、作詞はA面同様山口が、作曲はすぎやまこういちが手がけた。リリースナンバーはUS-620-J、定価は370円。
1969年（昭和44年）、本シングルのA面曲は、デビューシングル「あなたのブルース」、セカンドシングル「蒸発のブルース」等とともに、ファーストアルバム『あなたのブルース』に収録された。
1971年（昭和46年）7月に、本作と同じく藤本卓也が作詞・作曲を手がけたシングル『稚内ブルース』でキングレコードからデビューした原みつるとシャネル・ファイブが、同年にリリースしたファーストアルバム『稚内ブルース』で、矢吹の「あなたのブルース」とともに、本作をカヴァーしている。編曲はシングル「稚内ブルース」の編曲を手がけた船木謙一が行なった。
ほかにも、藤圭子、天童よしみ、松方弘樹、八代亜紀、黒沢明とロス・プリモスらがカヴァーしている。

## 収録曲
- 両楽曲共に、作詞：山口洋子

1. うしろ姿（3分59秒）
作曲・編曲：藤本卓也
2. 愛子のブルース（2分48秒）
作曲：すぎやまこういち / 編曲：毛利猛